# Abborrasjön (Ljushults socken, Västergötland)
Abborrasjön är en sjö i Borås kommun i Västergötland och ingår i Ätrans huvudavrinningsområde.